# Йоган Шенфельд
Йоган Шенфельд або Йоган Генріх Шенфельд (нім. Johann Heinrich Schönfeld; 23 березня, 1609, Біберах, Німеччина — 1684, Аугсбург) — німецький художник доби бароко.

## Життєпис, ранні роки

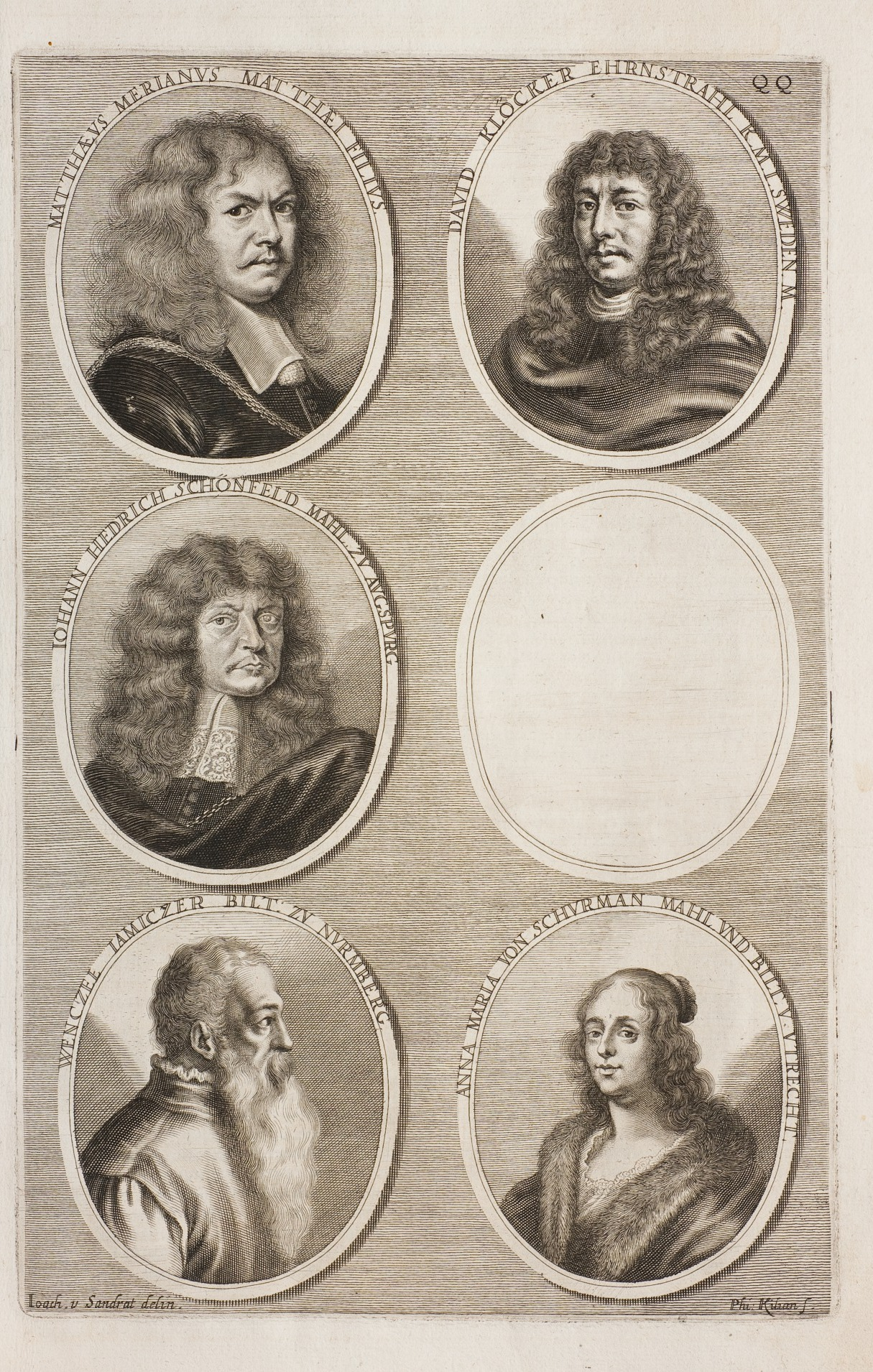
Худ. Йоахим Зандрарт. « Німецька академія», сторінка з портретом Шенфельда

Йоган Генріх Шенфельд походив з родини ювеліра Йогана Баптіста Шенфельда. Ювеліри того часу опановували декілька художніх технік, серед котрих ливарна справа, скульптура і створення рельєфів у різних техніках, гравюра на металах і металевих виробах. Художні техніки старший син в родині почав опановувати в майстерні батька.
Йоган Генріх мав фізичну ваду і був сліпий на ліве око з дня народження. Тому став не ювеліром, що потребувало значного напруження зору в роботі, а почав удосконалювати власну майстерність під керівництвом художника Каспара Сікельбейна в місті Мемінген. Трохи перегодом відвідав міста Штутгарт та Базель.

## Вимушена втеча в Італію
Вимушено рятуючи власне життя в роки Тридцятирічної війни (1618—1648), 1633 року Шенфельд емігрував у спокійну на той час Італію. Еміграція була вимушеною практикою для декількох художників з німецьких князівств. Вимушено обрали еміграцію Йоахим Зандрарт, Йоган Лісс тощо, позаяк більшість військових операцій точилася саме на землях Німеччини. Знелюднені землі лякали не його одного, бо за роки Тридцятирічної війни Німеччина втратила третину власних мешканців. Серед трагічних наслідків війни була обірвана і національна художня традиція, що йшла від доби німецького відродження. Майстри Німеччини, що працювали у різних країнах Західної Європи, були примушені перенести нові художні здобутки на батьківщину з Голландії, Італії, що обумовило надзвичайно пістряву картину розвитку національного мистецтва практично впродовж всього сімнадцятого століття. Носіями італійських впливів на німецький живопис означеного періоду стануть Адам Ельсгаймер, Йоган Лісс, Йоахим Зандрарт, Йоган Шенфельд, Йоган Вільгельм Бауер. Національні мистецькі риси в суміші пізнього відродження, раннього бароко і маньєризму були збережені лише частково в ужитковому мистецтві та в ювелірній справі.
П'ять років Шенфельд працював в Римі, де був членом товариства «Перелітні птахи». Декотрий час працював в місті Неаполь.

## Шлюб
1652 року він узяв шлюб в місті Ульм з Анною Єлизаветою Штраус. В родині було восьмеро дітей.

## Останні роки
1652 року він став громадянином міста Аугсбург. Мав власну майстерню і виконав значну кількість релігійних картин для церков півдня Німеччини. Серед помічників і учнів Шенфельда — Йоган Шпілленбергер, Йоган Гейз, Грегор Йоган Мельхіор Шміттнер.

## Повне засвоєнні стилістики бароко
Художня манера Йогана Шенфельда помітно коливала впродовж життя під впливом яскравих індивідуальних художніх манер Караваджо і його послідовників, Ніколя Пуссена, П'єтро да Кортона, Паоло Веронезе, ніде не переходячі у епігонство чи рабське копіювання. Довга праця в Італії сприяла повному засвоєнню стилістики італійського бароко в її повінційному варіанті, свідоцтвом чому низка алегоричних, міфологічних і релігійних творів Шенфельда. Не оминув він і впливів нідерландських художників в побутовому жанрі, (особливо голландців), серед котрих Пітер ван Лар та його послідовники. Водночас він залишався оригінальним у власних композиціях, незважаючи на впливи, декотрі запозичення чи навіть цитування окремих знахідок художників, помітно більшого обдарування, ніж у нього було.
Іноді він вдало обігрував одну і ту ж композицію, мінючи її деталі і персонажів, що надавало варіантам нового змісту («Грабіжники убитих і поранених (мародери з трофеями)», «Олександр Македонський біля поховання Ахілла», «Молоді художники замальовують руїни в Римі»). Твори Шенфельда декоративні і далекі від трагедій, навіть коли він брався за динамічні, драматичні сюжети («Викрадення сабінянок», різні варіанти). Водночас творчість Шенфельда зберігала потенції нового, потяг до аристократизації і чуттєвості. Він опинився серед небагатьох митців німецького предрококо, котре розквітне повним рококо лише у XVIII столітті, честь, яка випала небагатьом.

## Вибрані твори

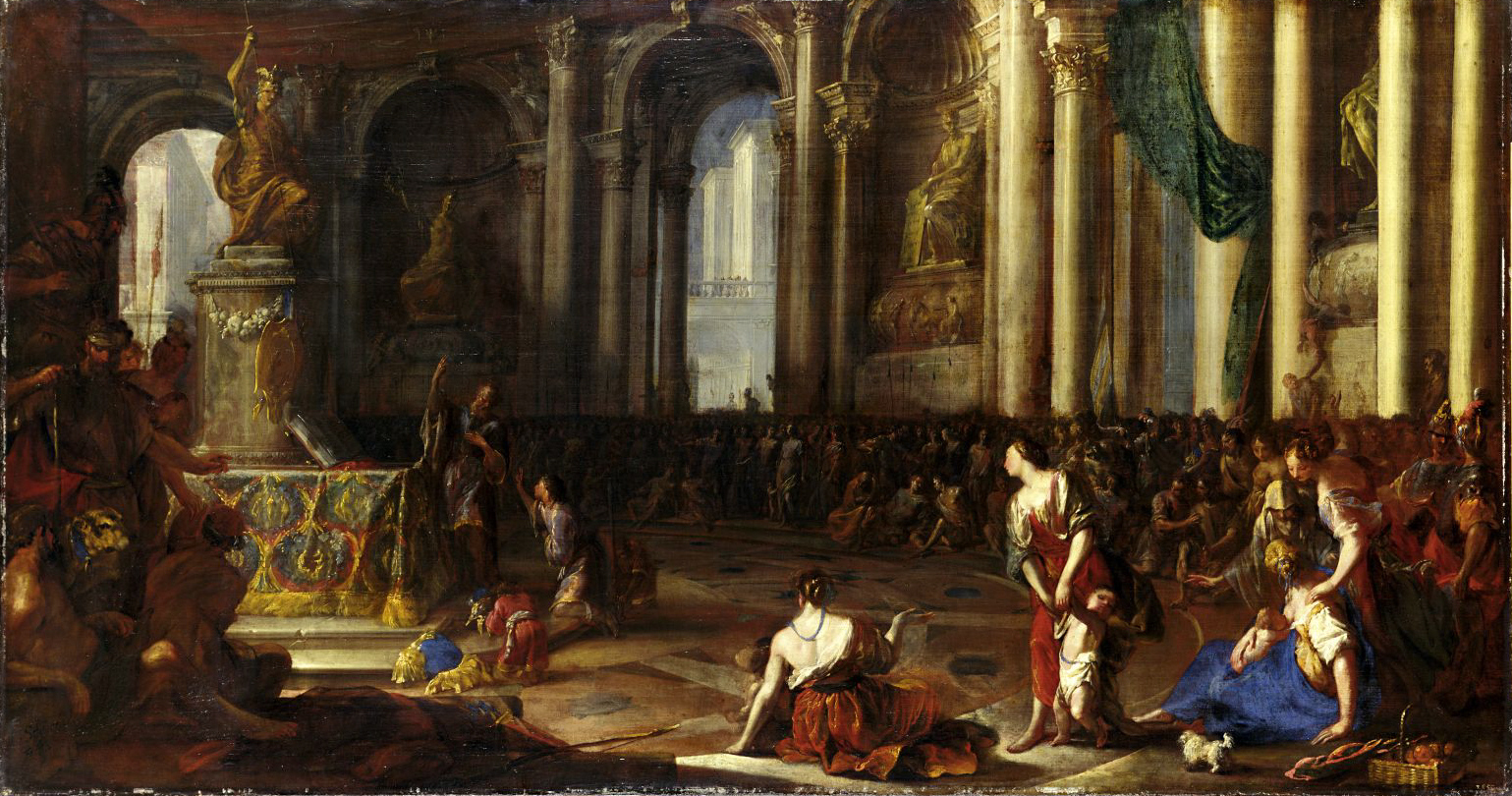
Йоган Шенфельд. "Полководець Ганнібал присягається перемогти римлян ", до 1660

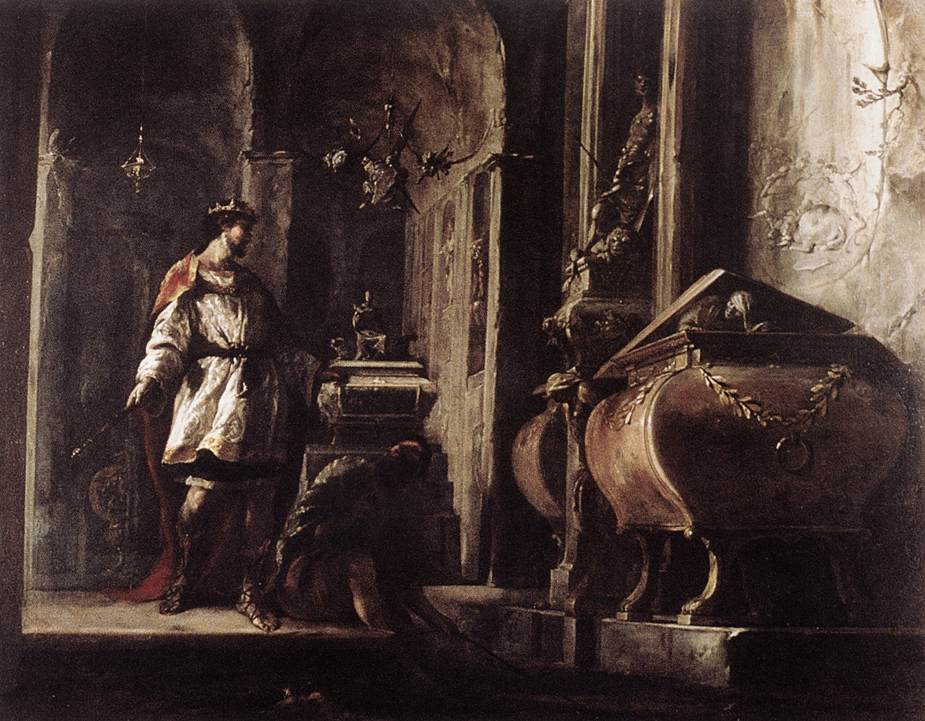
Йоган Генріх Шенфельд. « Олександр Македонський біля поховання Ахілла», 1630-ті рр. Національна галерея старовинного мистецтва (Рим)

- « Грабіжники убитих і поранених», до 1635
- « Повінь», до 1635, Музей історії мистецтв, Відень
- «Хронос і Ерос» або «Бог часу Хронос», 1630-ті рр., Національна галерея старовинного мистецтва (Рим)
- «Олександр Македонський біля поховання Ахілла», 1630-ті рр., Національна галерея старовинного мистецтва (Рим)
- «Молоді художники замальовують руїни в Римі», до 1635, Галерея німецького бароко (Аугсбург)
- «Скіфи біля поховання поета Овідія», 1640, Музей образотворчих мистецтв (Будапешт)
- «Викрадення сабінянок», 1640, Ермітаж, Санк-Петербург
- «Весілля в кані Галілейській», Ермітаж, Санк-Петербург
- «Оркестр в палацовій залі», Дрезденська картинна галерея
- «Подорожні на постоялому дворі», бл. 1651, Музей історії мистецтв, Відень
- «Смерть Марка Курция, що приніс себе в жертву підземним богам», бл. 1655, Музей історії мистецтв, Відень
- «Дотик», серія «П'ять почуттів», бл. 1655, Музей історії мистецтв, Відень
- «Смерть карфагенської цариці Дідони», бл. 1655, Музей історії мистецтв, Відень
- «Атталанта і Гіппомен», до 1660
- «Янгол виводить Св. Петра із в'язниці»
- «Полководець Ганнібал присягається перемогти римлян», до 1660

## Галерея обраних творів

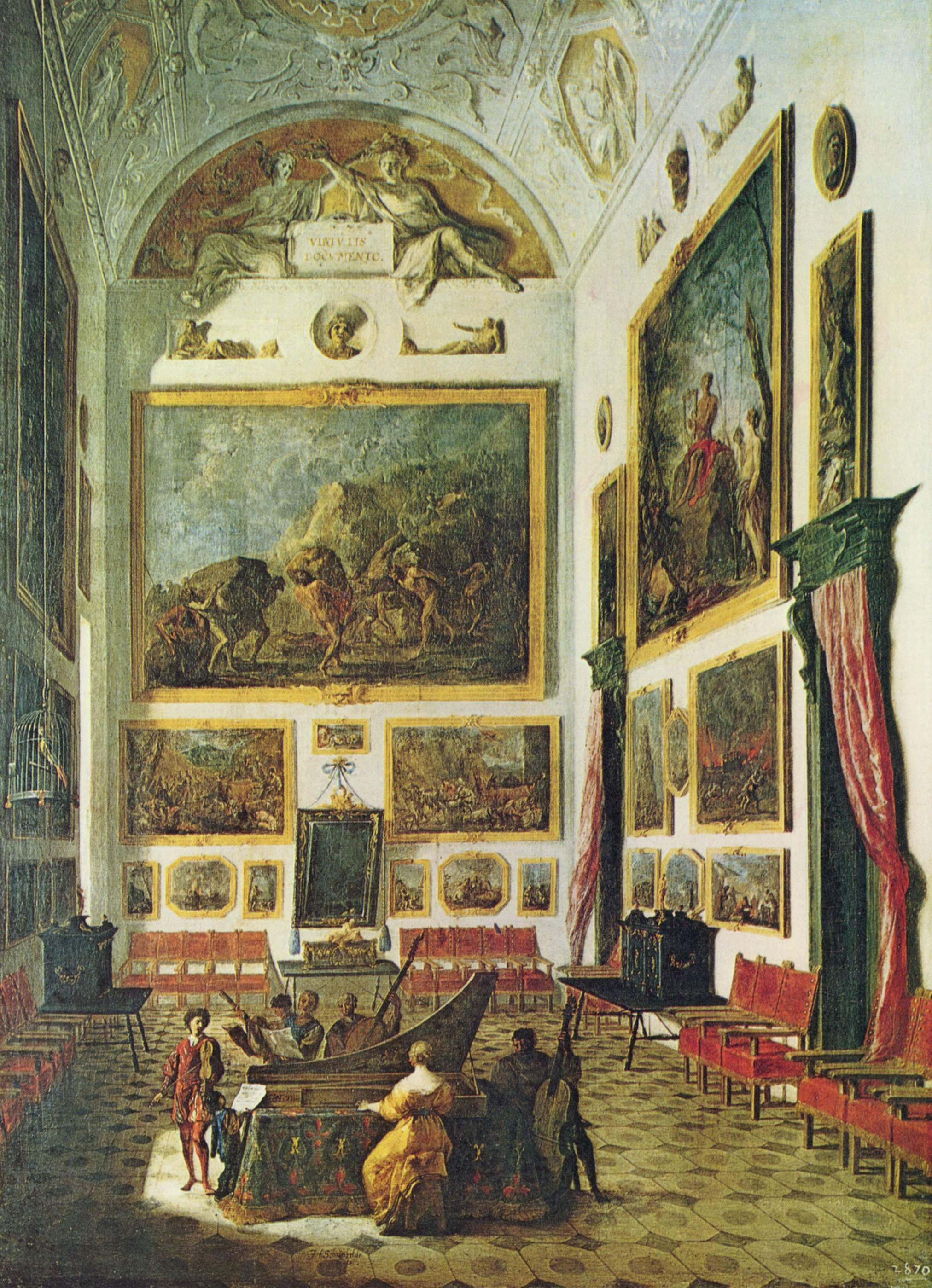
"Оркестр в палацовій залі ", Дрезденська картинна галерея

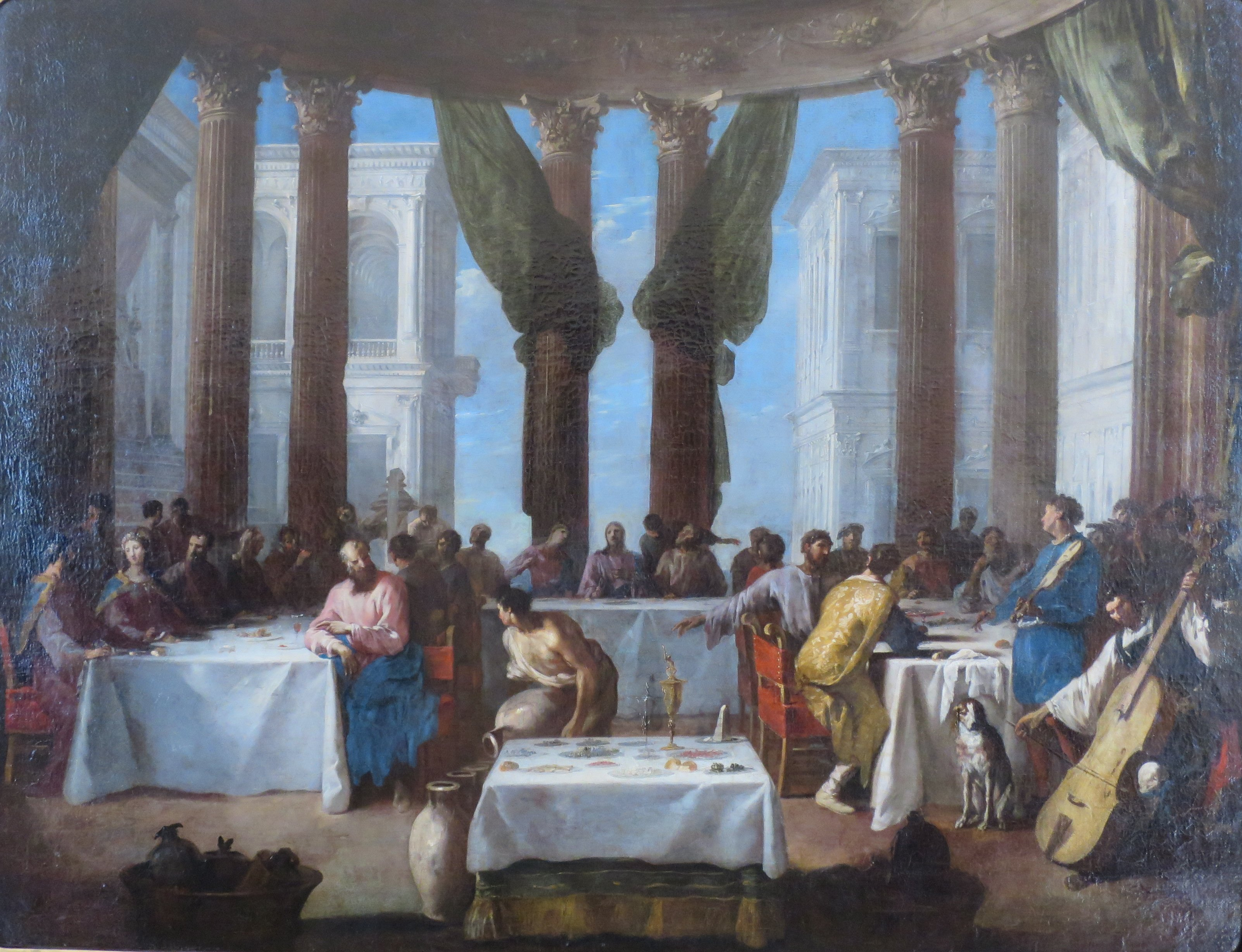
« Весілля в Кані Галілейській », Ермітаж, Санкт-Петербург
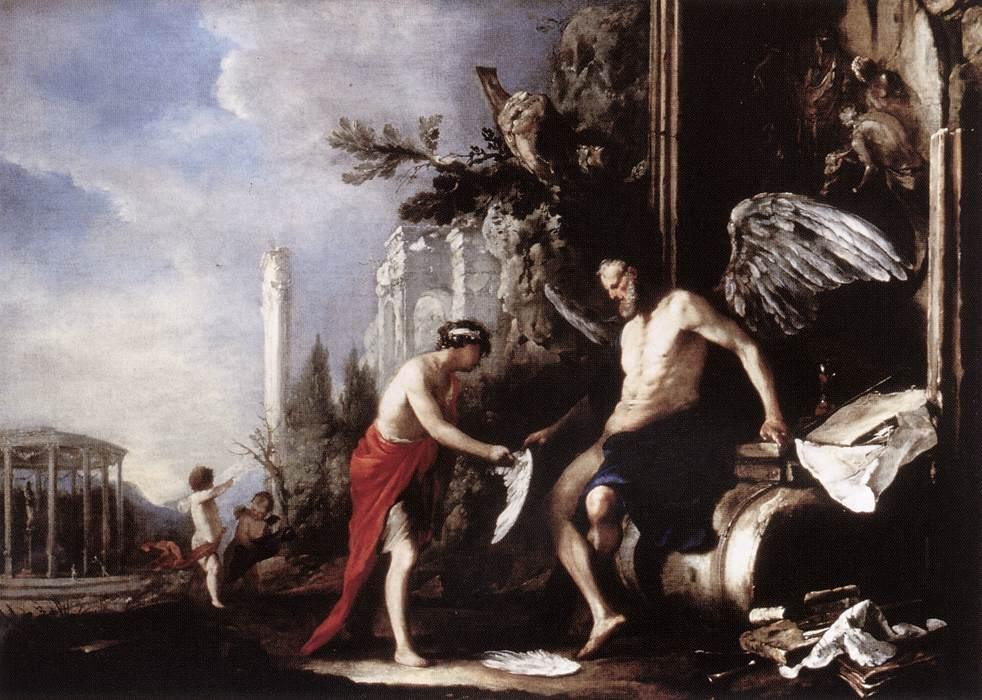
« Хронос і Ерос », 1630-ті рр., Національна галерея старовинного мистецтва (Рим)
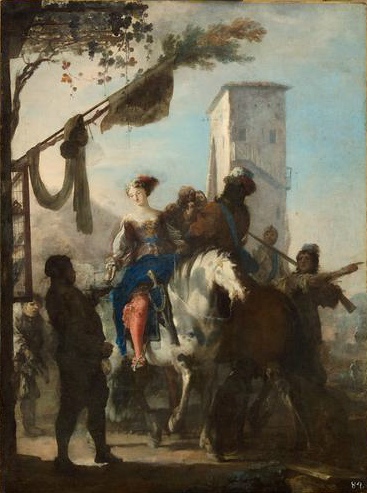
«Подорожні на постоялому дворі », бл. 1651, Музей історії мистецтв, Відень
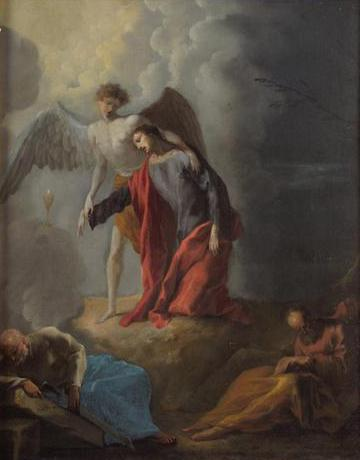
«Моління про чашу» ( «Христос у Гетсиманському саду» ), до 1680, Музей історії мистецтв, Відень
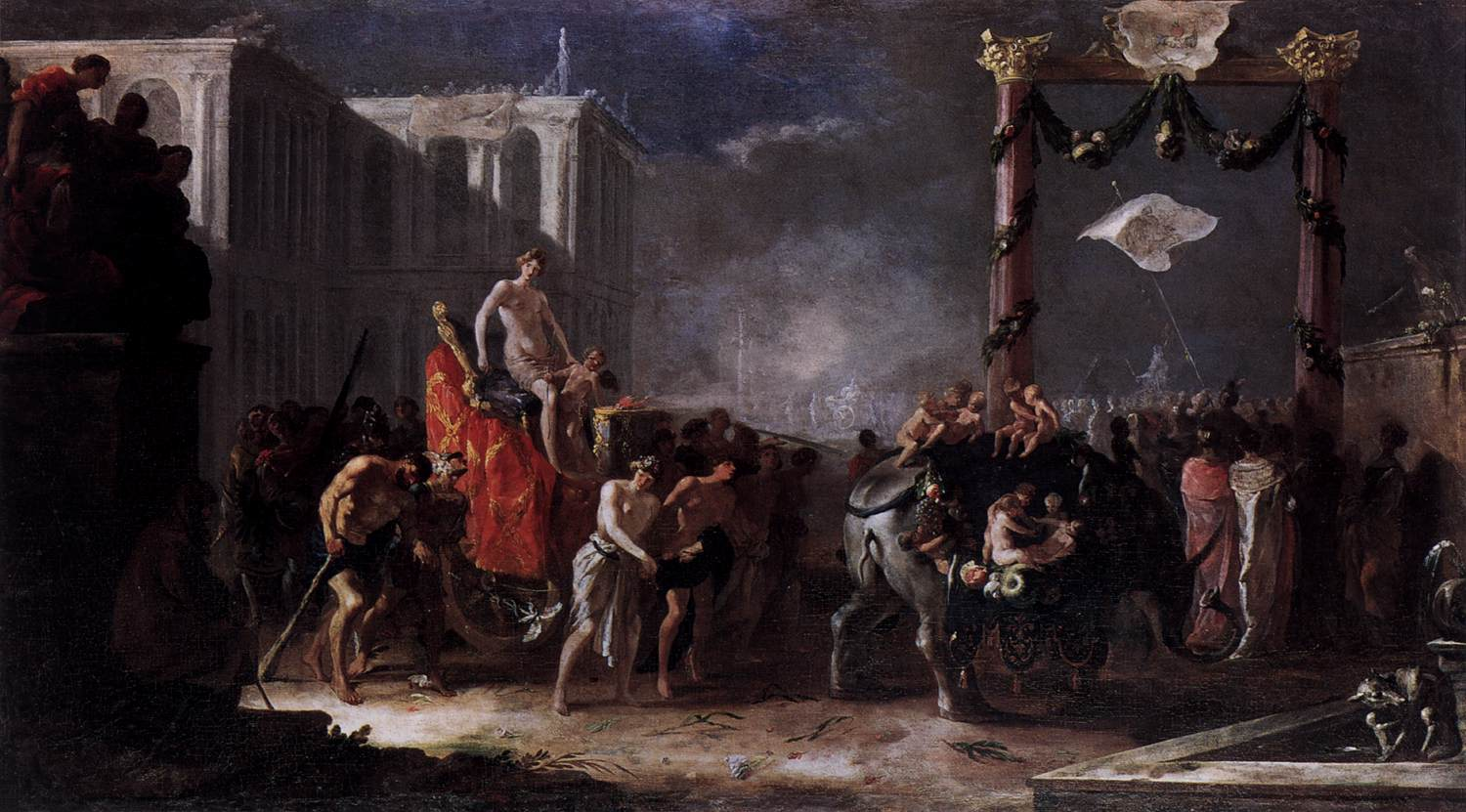
«Свято на честь Венери», Берлін
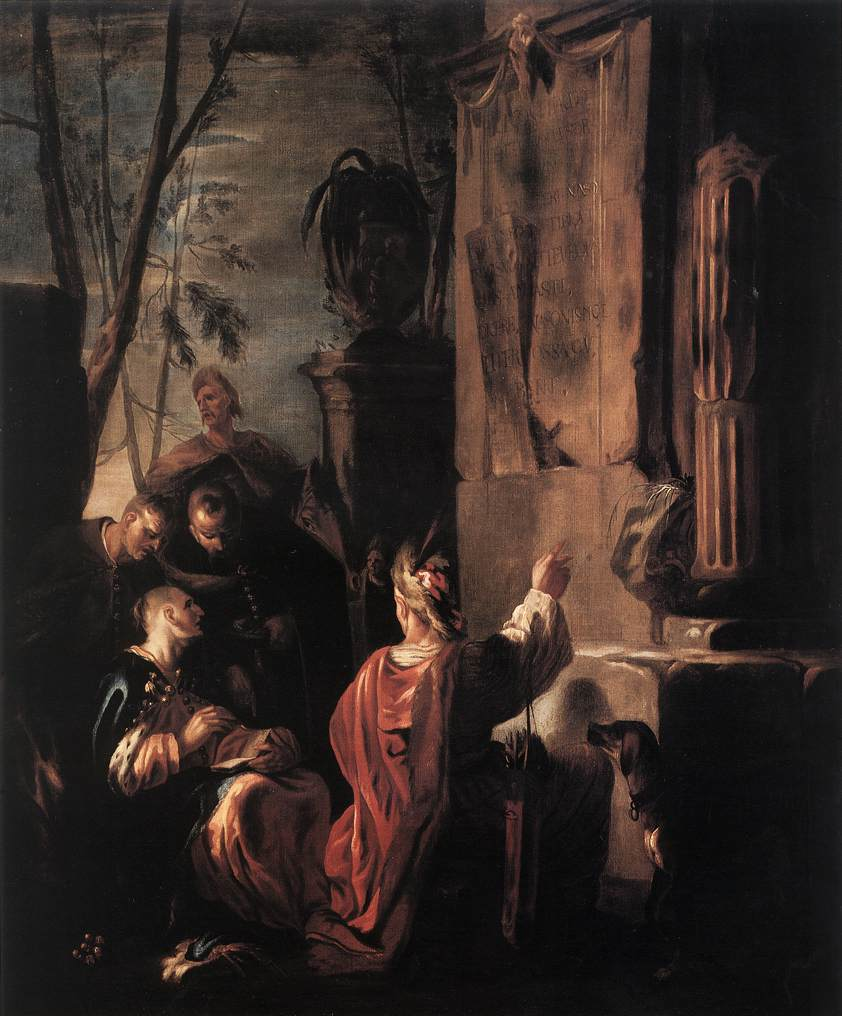
«Скіфи біля надгробка поета Овідія», Музей образотворчих мистецтв (Будапешт)
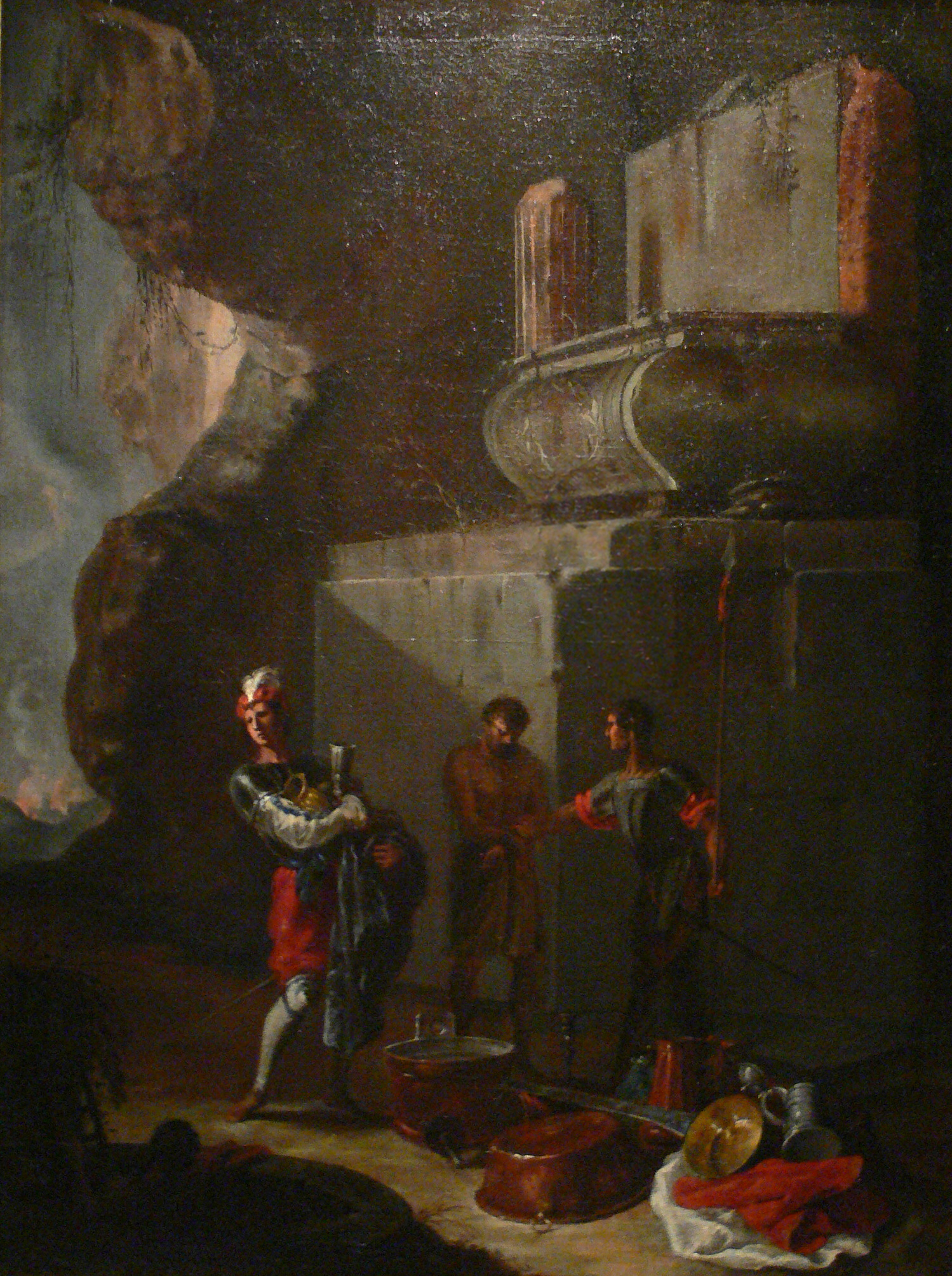
«Мародери з трофеями» (« Грабіжники убитих і поранених»)
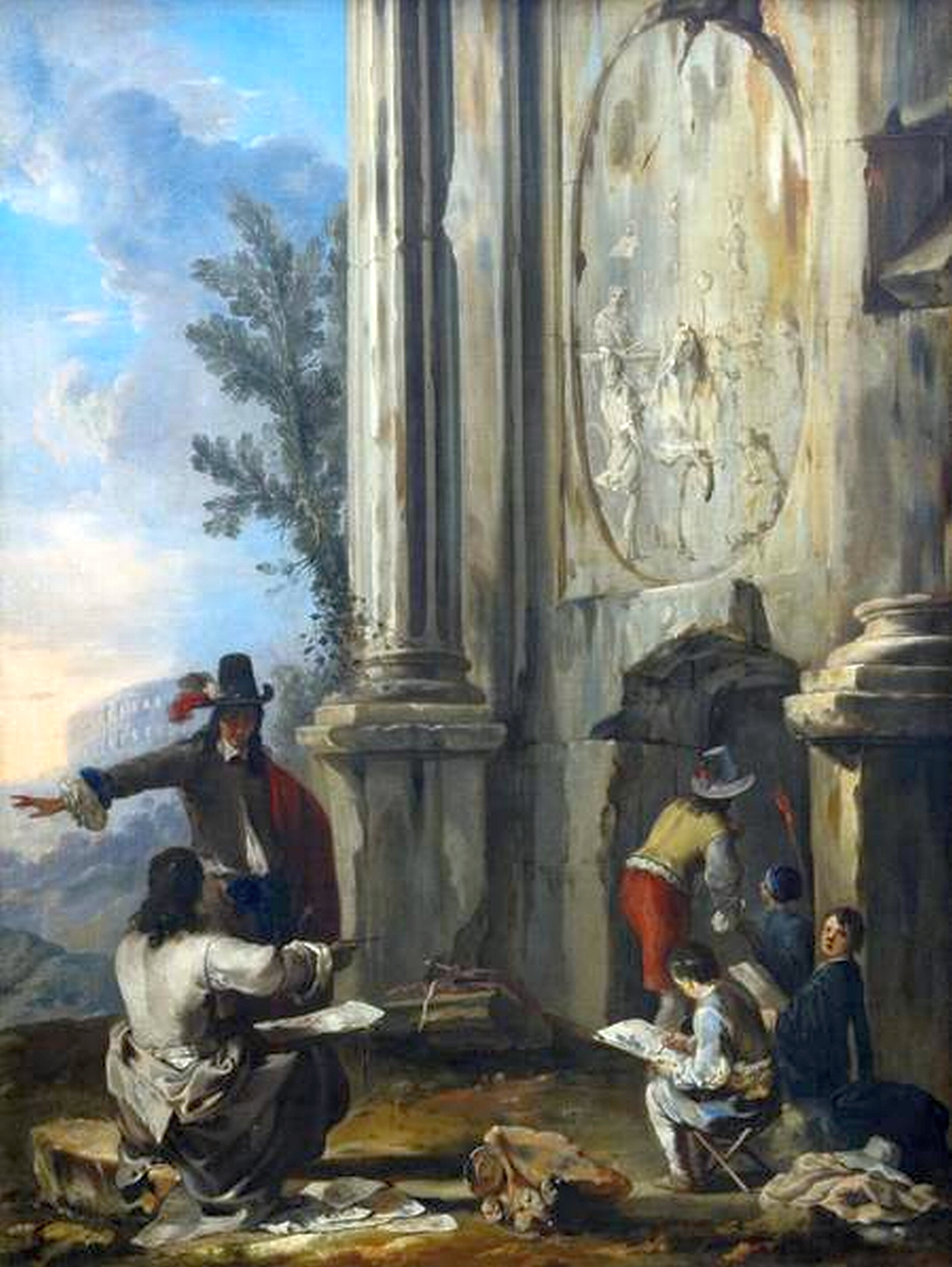
« Молоді художники замальовують руїни в Римі», до 1635, Галерея німецького бароко (Аугсбург)